# Tolgs distrikt
Tolgs distrikt är ett distrikt i Växjö kommun och Kronobergs län. Distriktet ligger norr om Växjö. 

## Tidigare administrativ tillhörighet
Distriktet inrättades 2016 och utgörs av socknen Tolg i Växjö kommun.
Området motsvarar den omfattning Tolgs församling hade 1999/2000.